# Stictolecanium ornatum
Stictolecanium ornatum (лат.) — вид полужесткокрылых насекомых-кокцид рода Stictolecanium из семейства ложнощитовки (Coccidae).

## Распространение
Южная Америка: Бразилия (Sao Paulo).

## Описание
Питаются соками таких растений, как Myrtaceae: Eugenia jaboticaba.
Вид был впервые описан в 1900 году бразильским энтомологом Адольфом Хемпелем (Hempel, Adolph; 1870—1949) как Lecanium ornatum Hempel, 1900.
Таксон Stictolecanium ornatum включён в состав рода Stictolecanium Cockerell, 1902 (триба Saisstiini) вместе с видом Stictolecanium entrerriantum.